# Монетный тип «Сеятельница»
Монета с изображением Сеятельницы разработана гравёром Оскаром Роти является одним из видов французских монет, которая завоевала большую популярность у французских нумизматов . Эскиз монеты был создан в 1897 году, и появился на серебряных монетах III Республики, повторно была выпущена в 1960 году на монетах: полфранка до пяти франков. Сеятельница наряду с Марианной и деревом, была выбрана для включения в дизайн национальной стороны монет евро.
Лицевая сторона этого типа представляет собой изображение женщины во фригийском колпаке, которая идет босиком по полю и сеет зерно в лучах восходящего солнца.

## Выпуск 1897 года
Монеты типа «Церера» появились в период Второй республики и продолжали использоваться во времена Второй империи наряду с новыми монетами с изображением Наполеона III (деноминированы они были только 1 января 1869 года). С провозглашением Третьей Республики чеканка монет этого типа была возобновлена и продолжалась еще 28 лет, пока по инициативе министра финансов Поля Думера известный художник Оскар Роти не разработал новый символ республики. В 1897 году были выпущены первые монеты номиналом 50 сантимов, которые пользовались популярностью у населения. В следующем году в обращение поступили монеты этого типа номиналом в 1 и 5 франков. В 1928 такие монеты изъяты из обращения.

## Выпуск 1960 года
После денежной реформы в декабре 1958 года, в соответствии с новой конституцией Пятой Республики было решено перейти к новому франку. Министр финансов Антуан Пинэ решил восстановить дизайн французского франка, который был во время франка Жерминаль, поэтому символическое изображение сеятельницы вернулось на монеты с 1 января 1960 года. Монета с сеятельницей была в ходу 41 год до 2001 года.
Сеятельница присутствовала на монетах: 1/2 франка, 1 франк, 2 франка, 5 франков.

## Сеятельница на монетах евро
Три рисунка были выбраны для национальных монет евро Франции. Сеятельница была снова модернизирована Лораном Жорио, она появилась на: 10, 20 и 50 центах евро. Дизайн разработанный Оскаром Роти существует уже более 100 лет и продолжает быть символом Французской республики, и особенно после того как сеятельница также появилась на почтовых марках в 1903 году в 1941 году.
В начале двадцать первого века Сеятельница появляется на монетах евро Франции (номиналом от 5 до 500 евро, из серебра и золота).

## Хронология выпуска монет с сеятельницей
| Год       | Номинал     | Диаметр, мм | Вес, г | Металл (проба) | Тираж           | Комментарии                                    |
| --------- | ----------- | ----------- | ------ | -------------- | --------------- | ---------------------------------------------- |
| 1897—1920 | 50 сантимов | 18          | 2,5    | Серебро (835)  | 377 531 032     | в 1914 году мало распространена                |
| 1898—1920 | 1 франк     | 23          | 5      | Серебро (835)  | 440 140 773     | то же                                          |
| 1898—1920 | 2 франка    | 27          | 10     | Серебро (835)  | 102 438 423     | то же                                          |
| 1898      | 5 франков   | 37          | 25     | Серебро (900)  | несколько сотен | нет эмиссии                                    |
| 1959—1969 | 5 франков   | 24          | 12     | Серебро (835)  | 195 282 126     | несколько тысяч в 1959                         |
| 1960—2001 | 1 франк     | 24          | 6      | Никель         | 1 978 354 881   | 41 лет без изменений !                         |
| 1965—2001 | 1/2 франка  | 19,5        | 4,5    | Никель         | 1 693 092 548   | заменила 50 сантимов Лагрифула                 |
| 1970—2001 | 5 франков   | 29          | 10     | Никель         | 465 053 670     |                                                |
| 1979—2001 | 2 франка    | 26,5        | 7,5    | Никель         | 632 884 120     | стилизованное изображение (atelier de gravure) |

## Также
- Французский франк